# جیمی رابرتسون
جیمی رابرتسون (انگلیسی: Jimmy Robertson؛ زادهٔ ۱۷ دسامبر ۱۹۴۴) بازیکن فوتبال اهل اسکاتلند است.

## باشگاهی
از باشگاه‌هایی که در آن بازی کرده‌است می‌توان به باشگاه فوتبال استوک سیتی، باشگاه فوتبال آرسنال، باشگاه فوتبال والسال، باشگاه فوتبال سنت میرن، باشگاه فوتبال تاتنهام هاتسپر، باشگاه فوتبال ایپسویچ تاون، باشگاه فوتبال کرو آلکساندرا اشاره کرد.

## تیم ملی
وی همچنین در تیم ملی فوتبال اسکاتلند بازی کرده است.